# 張廷蘭
張廷蘭，湖廣澧州人，明朝政治人物，進士出身。
洪武十八年（1385年）乙丑科進士，授大理寺审刑司详议，官至左都御史。